# Tribologi
Tribologi er videnskaben om friktion, mekanisk slid og smøring. Ordet kommer af det græske tribo, som betyder gnide. Tribologisk kundskab er vigtig for maskinteknikken.  Tribologien er dog et interdisciplinært forskningsfelt, med berøringspunkter til både kemi, fluidmekanik, materialevidenskab og faststoffysik.